# Stazione di Parghelia
La stazione di Parghelia è una stazione ferroviaria posta sulla tratta storica costiera della ferrovia Tirrenica Meridionale; serve l'omonima città.

## Storia
La stazione fu aperta il 6 giugno 1894 all'attivazione della tratta Ricadi–Pizzo della ferrovia Tirrenica Meridionale.
Dal 1972, con l'apertura della variante diretta Eccellente–Rosarno, l'importanza della stazione di Parghelia è diminuita in quanto la linea storica costiera è utilizzata quasi esclusivamente dal traffico regionale.

## Strutture e impianti
Nel 2023 ha all'attivo 2 binari con servizio prevalentemente passeggeri, vi fermano tutti i treni regionali.